# Max Kohn
Max Jean-Paul Kohn (Esch-sur-Alzette, 1954) is een Luxemburgs beeldhouwer, kunstschilder en graficus.

## Leven en werk
Max Kohn studeerde aan het Institut des Arts et Techniques Artisanales in Namen (1971-1974), beeldhouwkunst in steen en hout aan de Staatliche Akademie der Bildenden Künste Karlsruhe (1975-1981) en lithografie en houtsnedes aan de Kunstschule in Mannheim (1978-1981). Sinds 1981 werkt Kohn als zelfstandig kunstenaar. Kohn maakt onder meer schilderijen, tekeningen, houtsnedes en beeldhouwwerk, waaronder een aantal oorlogsmonumenten. In 1995 behaalde hij de derde plaats bij het concours 'Sculpture avec fountain' in Luxemburg.
De kunstenaar woont en werkt in Luxemburg en Frankrijk.

## Enkele werken
- 1984: oorlogsmonument in Noerdange
- 1993: oorlogsmonument in Berlé
- 1995: oorlogsmonument (plaquette) in Beaufort

## Afbeeldingen

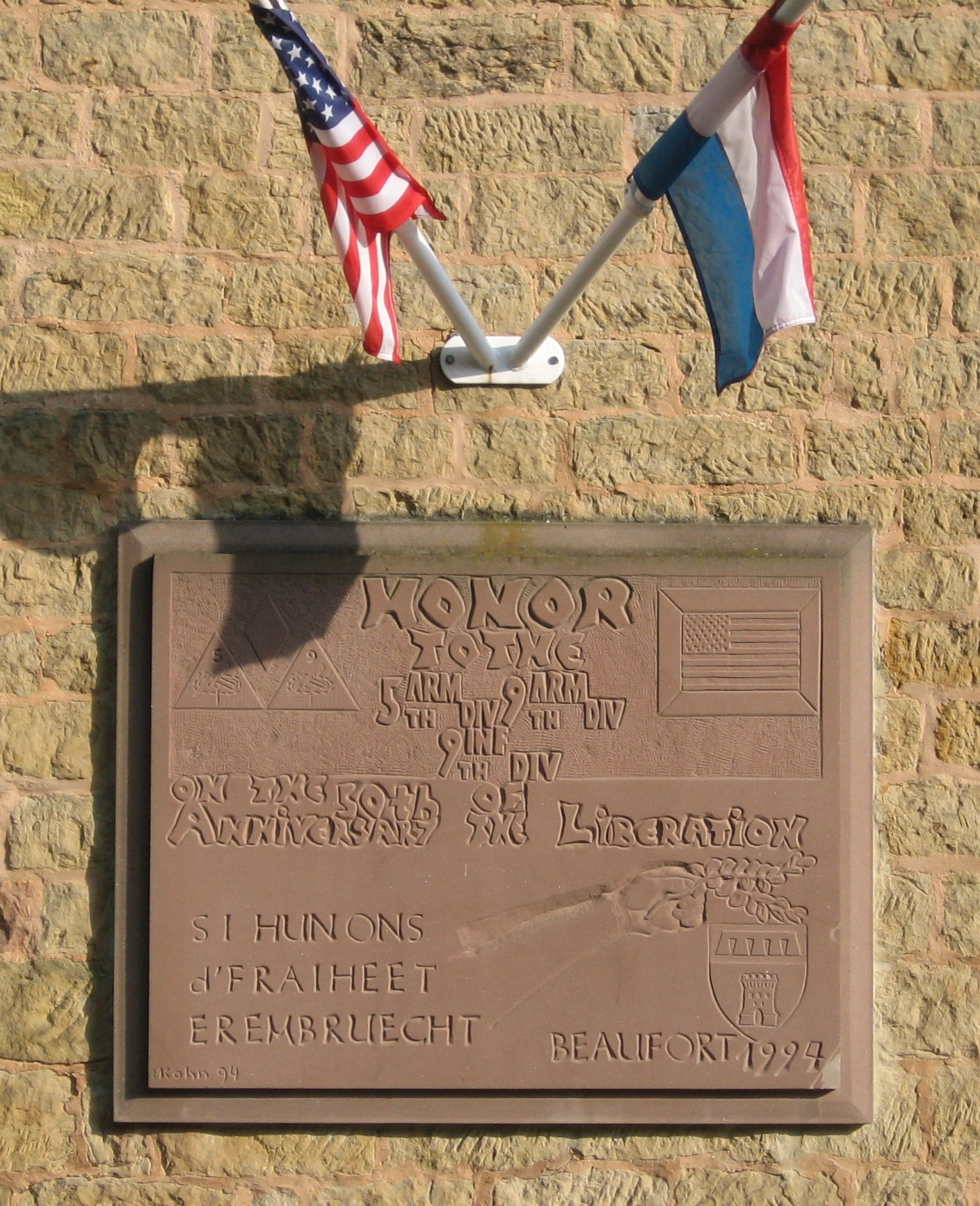
Plaquette (1995) in Beaufort
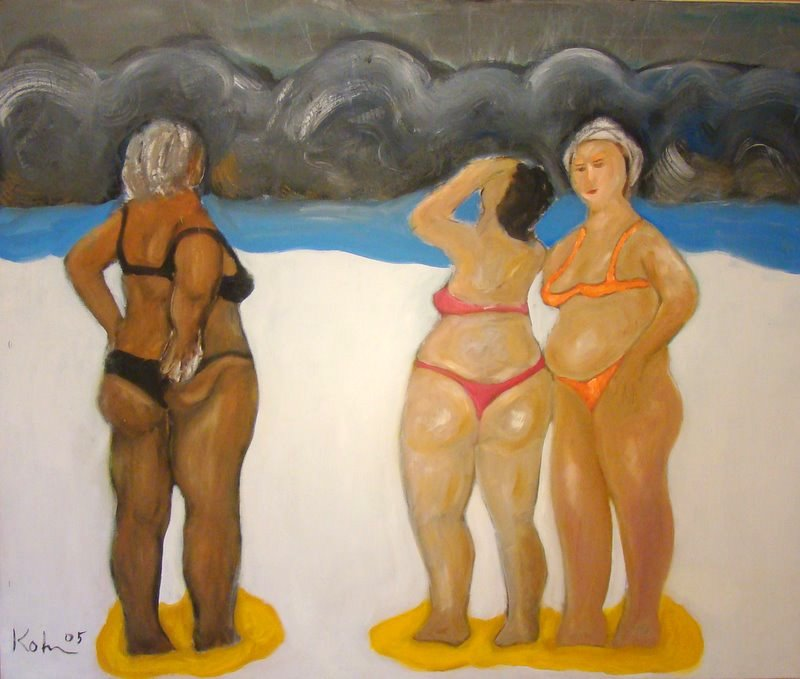
Tsunami (2005)

- Musée national d'archéologie, d'histoire et d'art: lkl007101
- Virtual International Authority File: 8013161098982029640003